# خربن لویک
خربن لویک (هلندی: Gerben Löwik؛ زادهٔ ۲۹ ژوئن ۱۹۷۷) دوچرخه‌سوار اهل هلند است.